# 如月號驅逐艦
如月號驅逐艦（日语：／ Kisaragi）為日本帝國海軍於1920年代建造的12艘睦月級驅逐艦當中一員。該艦在參與1941年12月的威克島之役時，在疾風號驅逐艦遭美軍的海岸炮擊沉後，撤退途中，被美軍軍機擊沉，無人生還。該艦作為繼當日沉沒的疾風號之後，日軍第二艘戰沉於二戰的大型戰鬥船艦而出名。
該艦與同名但更早期，活動於第一次世界大戰時期的神風級驅逐艦為不同船隻。

## 設計與敘述
睦月型驅逐艦是神風型驅逐艦的改良版，亦為最早裝備三聯裝61-（24-英寸）魚雷管的驅逐艦。該型艦全長
為102.4（335英尺11英寸），垂線間長為 
94.54（310英尺2英寸）；橫樑長為9.16（30英尺1英寸），而平均吃水深度為2.96（9英尺9英寸）。睦月型驅逐艦的排水量標準排水量為1,336公噸（1,315長噸），而深載排水量為1,800公噸（1,772長噸）。。動力系統為使用由4座艦本罐提供蒸汽的2座帕森斯式齒輪傳動式蒸汽渦輪發動機；兩者各驅動一根螺旋槳傳動軸。這些渦輪的設計輸出功率為38,500匹軸馬力（28,700千瓦特），並能將睦月型推動至37.25節（68.99每小時；42.87英里每小時）。睦月型攜帶了420公噸（413長噸）的重油，使其續航距離在15節（28每小時；17英里每小時）可達4,000海里（7,400；4,600英里）。乘員為150名官兵。
睦月型驅逐艦的主要武裝為4門單裝Type 3 120 mm 45 caliber naval gun；
一門位於上部構造之前，一門在2座煙囪間，而最後一對背對背於後方上部構造頂端。這些砲由前往後編號1到4號。該型艦攜帶了兩座水面以上的三聯裝61cm魚雷管；1座位於前方上部結構與艦砲之間，而另一座位於後方煙囪與後方上部結構之間。魚雷管有4枚可再裝填的魚雷。該型艦攜帶了18枚深水炸彈，也可攜帶16枚水雷，或可攜帶掃雷裝備。

## 建造與經歷
如月在1924年6月3日於舞鶴海軍工廠鋪放龍骨，於1925年6月5日下水並於1925年12月21日竣工。
該艦原本名字僅為「第二十一驅逐艦」，但於1928年8月1日更名為如月。該艦作為第三艦隊的成員，
參與了1932年1月一·二八事變與1937年8月淞滬會戰，為日軍航空艦隊提供護衛。

### 太平洋戰爭
如月號於1941年12月7日的珍珠港事件時為日本帝國海軍第四艦隊第6驅逐分艦隊第30驅逐隊的成員。該艦作為威克島入侵艦隊的一員，於12月8日自瓜加林環礁出擊。
入侵艦隊包含輕巡洋艦夕張、天龍、龍田，以及驅逐艦
弥生、疾風、睦月、如月、追風與朝凪
，兩艘改裝為第三十一號型哨戒艇的舊式樅型驅逐艦(哨戒艇32號以及哨戒艇33號)，和2艘搭載450名特別陸戰隊員的運輸艦。
日軍於12月11日凌晨接近威克島，並於05:30從8,200（9,000碼）外開始砲擊威克島。
由於美軍的6門5吋(12.7cm)/51倍徑海岸炮都毫無動靜，入侵軍力的指揮官梶岡定道少將以為美軍的海岸炮已被先前的攻擊摧毀，並下令他的艦隊開始迫近。
駐守的美國海軍陸戰隊指揮官詹姆士．戴福洛少校則是故意誘敵，並下令直到他發令前不許開火。在日軍船艦接近到4,100（4,500碼）外時，他下令開砲。
砲火擊沉了疾風號，並差點擊中梶岡的旗艦夕張；這使梶岡下令部隊脫離戰鬥。
如月號在駛離威克島時於05:37被隸屬美國海軍陸戰隊211號戰機隊的F4F戰鬥機以M2重機槍與45-（100-英磅）炸彈攻擊。接著的經過由於各方說法不一而不明確：早期的美方紀錄為亨利．厄洛德上尉投下一枚炸彈，
而該炸彈落在如月號艦艉的深水炸彈附近並引爆深水炸彈，炸沉了如月號；較為近代的一說為厄洛德投下了一枚炸彈，而炸彈穿透甲板並引發火災，導致另一名飛行員正準備攻擊時導致其炸沉。
日軍紀錄為一枚炸彈炸毀了艦橋，而如月號於5分鐘後(05:42)被來自船身中央的爆炸炸沉。該艦連同所有乘員共157名沉沒於威克島西南方約30英里（48）處，座標為18°55′N 166°17′E / 18.917°N 166.283°E。該艦成了繼疾風號之後第二艘於二戰被擊沉的大型日本軍艦。如月號於1942年1月15日自日本帝國海軍名冊中除名。
由於擊沉如月號，厄洛德上尉被追頒榮譽勳章。

## 註記
1. ↑  Watts & Gordon, pp. 
265–66
2. 1 2  Whitley, p. 
191
3. 1 2 3  Jentschura, Jung & Mickel, p. 143
4. 1 2  Chesneau, p. 192
5. 1 2 3 4  Nevitt & Tully
6. ↑  Wukovits, pp. 99–108
7. ↑  Wukovits, p. 109

## 外部連結
- 睦月型驅逐艦相關資料